# Абу (Ямаґуті)
Абу (яп. 阿武町, あぶちょう, абу тьо ) — містечко в Японії, у північній частині префектури Ямаґуті. Засноване у січні 1955 року шляхом злиття таких населених пунктів повіту Абу:
- містечка Нако (奈古町);
- села Утаґо (宇田郷村);
- села Фукуґа (福賀村).

Абу відоме вирощуванням безрогих японських корів та ківі. У середні вікі район сучасного містечка славився виготовленням заліза і торговим портом на Японському морі.